# 奈良県立大宇陀高等学校菟田野分校
奈良県立大宇陀高等学校菟田野分校（ならけんりつおおうだこうとうがっこう うだのぶんこう）は、奈良県宇陀市にあった公立で定時制の高等学校分校。設置者は菟田野町(当時、現宇陀市)であった。

## 概要
歴史
1948年（昭和23年）に設置された「奈良県立大宇陀高等学校宇賀志分校」を前身とする。創立から60年目を迎えた2007年（平成19年）に閉校した。
設置課程・学科
定時制課程 家政科 かつては農業科もあった。

## 沿革
- 1948年（昭和23年）12月1日 - 「奈良県立大宇陀高等学校 宇賀志分校」（定時制、修業年限4年）が設置される。
  - 大宇陀高等学校本校は県立であったが、分校の設置者は宇賀志村で、村立の分校であった。
- 1952年（昭和27年）3月1日 - 第1回卒業式を挙行。
- 1956年（昭和31年）8月1日 - 町村合併に伴い、「奈良県立大宇陀高等学校菟田野分校」と改称。
  - 設置者が菟田野町に変更。
- 1958年（昭和33年）4月1日 - 町立中学校の統合により、閉校した旧・菟田野町立宇賀志中学校の校舎に移転。
- 2006年（平成18年）1月1日 - 市町村合併に伴い、設置者が宇陀市に変更。
- 2007年（平成19年）
  - 3月1日 - 最後の卒業式を挙行。6名が卒業。
  - 3月31日 - 閉校。証明書等の発行事務は奈良県立大宇陀高等学校本校に移管される。

## 関連事項
- 奈良県高等学校の廃校一覧
- 奈良県立大宇陀高等学校